# Голицький замок
Голицький замок (словац. Holíčsky zámok) — замок у Голичі, Словаччина, біля кордону з Чехією.

## Місцезнаходження
На Замоцькій вулиці в Голичі.

## Історія
Початковий замок виник на рубежі XI—XII століть, вперше згадується в 1256 році. В XIV столітті Матуш Чак розширив замок. В XV столітті замок був знову перебудований. У XVI—XVII століттях навколо старого замку будується нова стіна з бастионами. У 1736 р. замок став майном австрійської імператорської сім'ї, які перебудовують його в стилі пізнього бароко. Замок був літньою резиденцією імператорів, в ньому довго жила імператриця Марія Терезія. У 1919 році замок став майном чехословацького держави. В наш час[коли?] об'єкт реставрується і доступ туди обмежений.

## Краєвиди замку

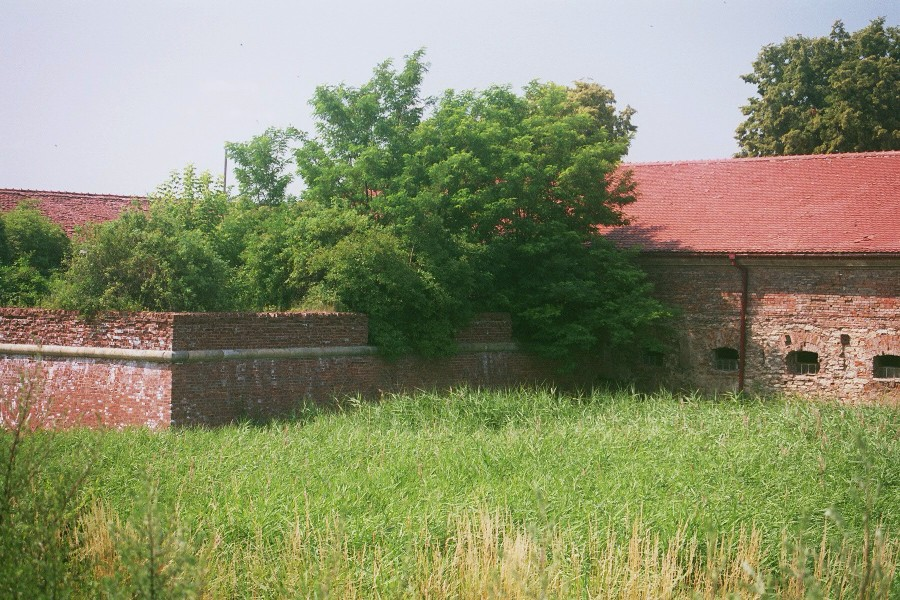
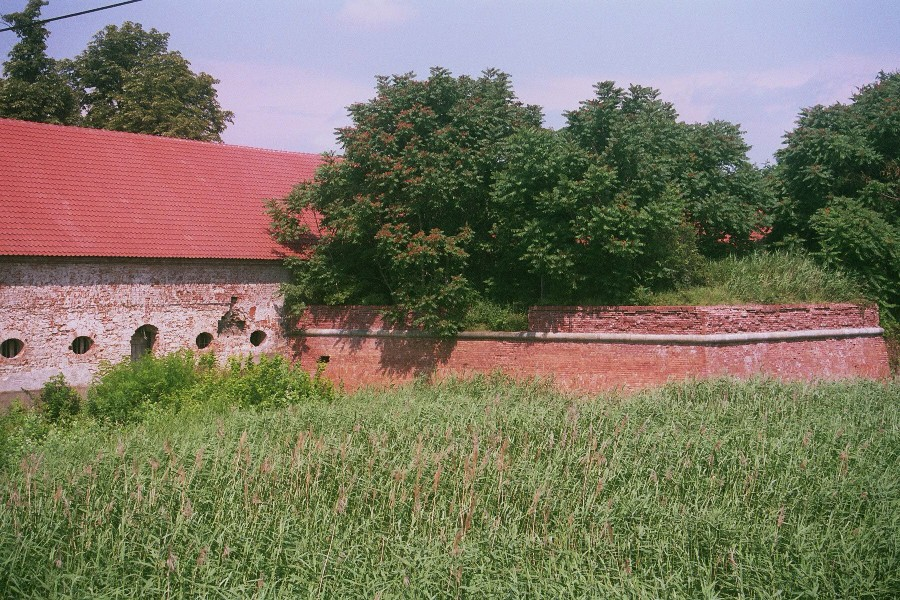
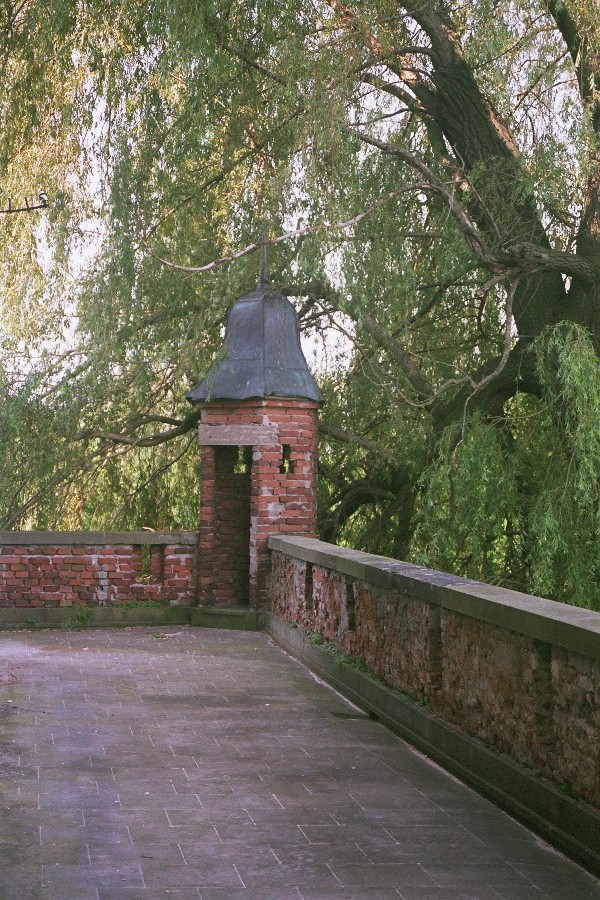
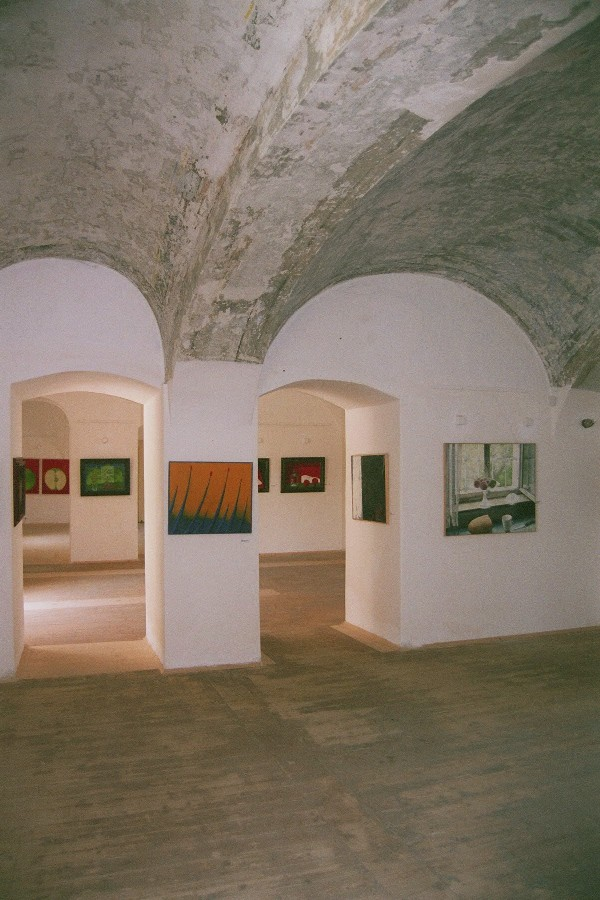
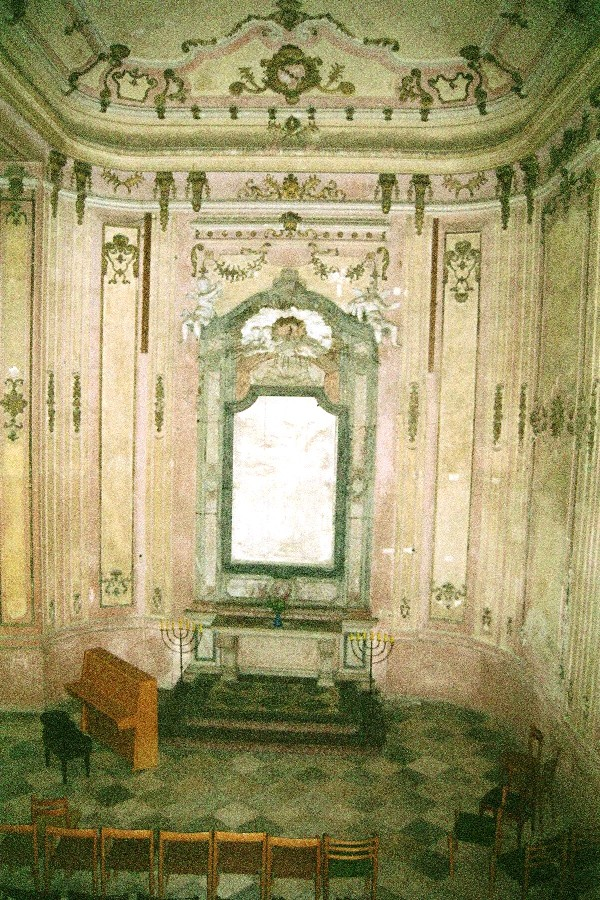
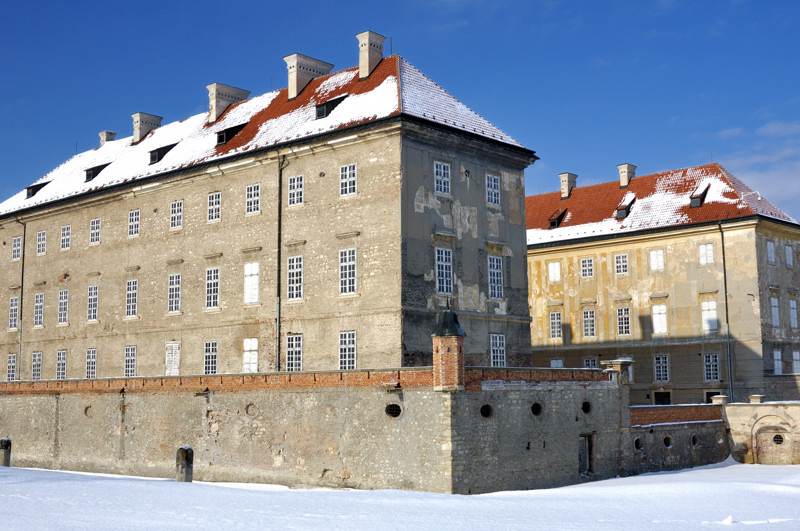
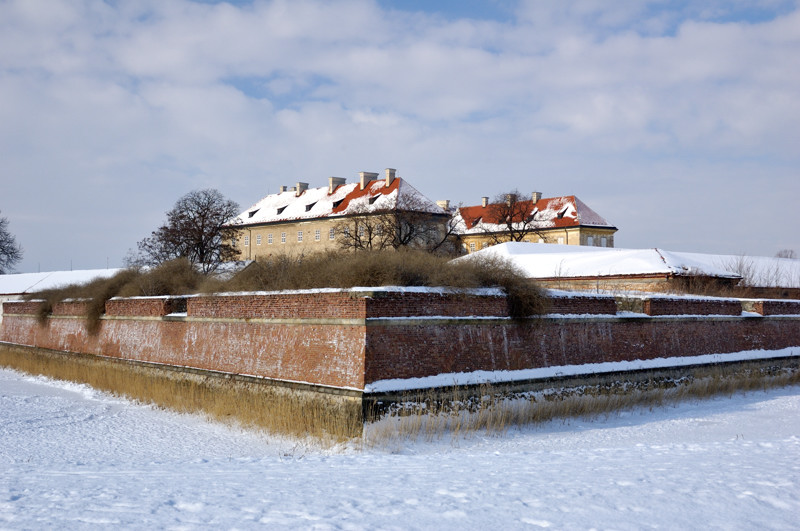
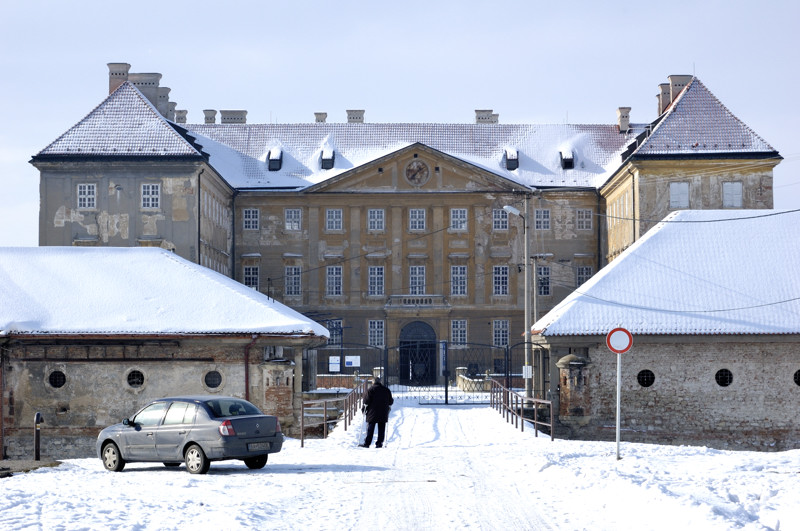